# 김수웅
김수웅(1941년 9월 2일 ~ )은 대한민국의 정치인이다.